# Coupe du monde féminine de baseball 2008
Navigation
Édition précédente Édition suivante
La Coupe du monde féminine de baseball 2008 est la 3e édition de cette épreuve mettant aux prises les meilleures sélections nationales. Elle s'est tenue du 24 au 29 août 2008 à Matsuyama au Japon.
Le Japon remporte le titre en battant le Canada en finale, 11-3,.

## Sélections
Huit équipes participent à cette édition:
| Poule A    | Poule A                |
| ---------- | ---------------------- |
| Australie  | 4e Coupe du monde 2006 |
| États-Unis | Coupe du monde 2006    |
| Taïwan     | 5e Coupe du monde 2006 |
| Inde       | 1re apparition         |

| Poule B      | Poule B                |
| ------------ | ---------------------- |
| Corée du Sud | 1re apparition         |
| Japon        | Coupe du monde 2006    |
| Canada       | Coupe du monde 2006    |
| Hong Kong    | 7e Coupe du monde 2006 |

## Format du tournoi
Lors du premier tour, les équipes sont réparties en deux poules au format round robin (A et B). Les deux meilleures équipes se qualifient pour une poule C où les équipes conservent leur résultats du 1er tour face à l'équipe qualifiée de leur poule. Elles rencontrent les équipes venant de l'autre poule. Pendant ce temps, les deux derniers des poules A et B s'affrontent dans des matchs de classement.
À l'issue de la poule C, les deux premiers s'affrontent en finale pour le titre et les autres en petite finale pour la médaille de bronze.
Si une équipe mène de plus de 10 points après le début de la 5e manche ou 12 en 4e manche, le match est arrêté (mercy rule).

## Classement final
| Pl. | Sélection    |
| --- | ------------ |
|     | Japon        |
|     | Canada       |
|     | États-Unis   |
| 4   | Australie    |
| 5   | Taïwan       |
| 6   | Corée du Sud |
| 7   | Inde         |
| 8   | Hong Kong    |

## Premier tour

### Poule A
| Date    | Lieu            | Recevant   | Visiteur   | Score         |
| ------- | --------------- | ---------- | ---------- | ------------- |
| 24 août | Botchan Stadium | États-Unis | Taïwan     | 11 - 5        |
| 24 août | Botchan Stadium | Inde       | Australie  | 0 - 15 (5 m.) |
| 25 août | Botchan Stadium | États-Unis | Inde       | 27 - 0 (4 m.) |
| 25 août | Botchan Stadium | Australie  | Taïwan     | 12 - 0 (6 m.) |
| 26 août | Botchan Stadium | Taïwan     | Inde       | 6 - 0         |
| 26 août | Botchan Stadium | Australie  | États-Unis | 1 - 11 (6 m.) |

| Pl. | Équipe     | J | V | D | PM | PC | %     |
| --- | ---------- | - | - | - | -- | -- | ----- |
| 1   | États-Unis | 3 | 3 | 0 | 49 | 6  | 1.000 |
| 2   | Australie  | 3 | 2 | 1 | 28 | 11 | .667  |
| 3   | Taïwan     | 3 | 1 | 2 | 11 | 23 | .333  |
| 4   | Inde       | 3 | 0 | 3 | 0  | 48 | .000  |

J : rencontres jouées, V : victoires, D : défaites, PM : points marqués, PC : points concédés, % : pourcentage de victoire.

### Poule B
| Date    | Lieu            | Recevant     | Visiteur     | Score         |
| ------- | --------------- | ------------ | ------------ | ------------- |
| 24 août | Botchan Stadium | Hong Kong    | Canada       | 0 - 19 (5 m.) |
| 24 août | Botchan Stadium | Japon        | Corée du Sud | 11 - 0 (5 m.) |
| 25 août | Botchan Stadium | Corée du Sud | Hong Kong    | 15 - 5 (5 m.) |
| 25 août | Botchan Stadium | Canada       | Japon        | 2 - 12 (5 m.) |
| 26 août | Botchan Stadium | Canada       | Corée du Sud | 15 - 0 (4 m.) |
| 26 août | Botchan Stadium | Japon        | Hong Kong    | 24 - 1 (4 m.) |

| Pl. | Équipe       | J | V | D | PM | PC | %     |
| --- | ------------ | - | - | - | -- | -- | ----- |
| 1   | Japon        | 3 | 3 | 0 | 47 | 3  | 1.000 |
| 2   | Canada       | 3 | 2 | 1 | 36 | 21 | .667  |
| 3   | Corée du Sud | 3 | 1 | 2 | 15 | 41 | .333  |
| 4   | Hong Kong    | 3 | 0 | 3 | 15 | 59 | .000  |

J : rencontres jouées, V : victoires, D : défaites, PM : points marqués, PC : points concédés, % : pourcentage de victoire.

## Deuxième tour

### Poule C
| Date    | Lieu            | Recevant  | Visiteur   | Score  |
| ------- | --------------- | --------- | ---------- | ------ |
| 27 août | Botchan Stadium | Canada    | États-Unis | 7 - 6  |
| 27 août | Botchan Stadium | Australie | Japon      | 1 - 10 |
| 28 août | Botchan Stadium | Japon     | États-Unis | 9 - 5  |
| 28 août | Botchan Stadium | Australie | Canada     | 6 - 7  |

| Pl. | Équipe     | J | V | D | PM | PC | %     |
| --- | ---------- | - | - | - | -- | -- | ----- |
| 1   | Japon      | 3 | 3 | 0 | 31 | 8  | 1.000 |
| 2   | Canada     | 3 | 2 | 1 | 16 | 24 | .667  |
| 3   | États-Unis | 3 | 1 | 2 | 22 | 17 | .333  |
| 4   | Australie  | 3 | 0 | 3 | 7  | 18 | .000  |

J : rencontres jouées, V : victoires, D : défaites, PM : points marqués, PC : points concédés, % : pourcentage de victoire.

### Barrages 5e-8e
| Date    | Lieu            | Recevant  | Visiteur     | Score         |
| ------- | --------------- | --------- | ------------ | ------------- |
| 27 août | Botchan Stadium | Hong Kong | Taïwan       | 2 - 16 (5 m.) |
| 27 août | Botchan Stadium | Inde      | Corée du Sud | 7 - 9         |

## Troisième tour

### Matchs de classement5eà8e
| Match | Date    | Lieu            | Recevant     | Visiteur | Score         |
| ----- | ------- | --------------- | ------------ | -------- | ------------- |
| 7e/8e | 29 août | Botchan Stadium | Hong Kong    | Inde     | 6 - 8         |
| 5e/6e | 29 août | Botchan Stadium | Corée du Sud | Taïwan   | 1 - 16 (4 m.) |

### Médaille de Bronze
| Date    | Lieu            | Recevant   | Visiteur  | Score |
| ------- | --------------- | ---------- | --------- | ----- |
| 29 août | Botchan Stadium | États-Unis | Australie | 2 - 1 |

### Médaille d'Or
| Date    | Lieu            | Recevant | Visiteur | Score  |
| ------- | --------------- | -------- | -------- | ------ |
| 29 août | Botchan Stadium | Canada   | Japon    | 3 - 11 |

## Récompenses
Voici les joueuses récompensées lors du tournoi:
| Position           | Joueuse           |
| ------------------ | ----------------- |
| Lanceuse           | Marti Sementelli  |
| Receveuse          | Tomomi Nishi      |
| 1re base           | Yukoki Kon        |
| 2e base            | Malaika Underwood |
| 3e base            | Ashley Stephenson |
| Arrêt-court        | Kyoko Makino      |
| Champs extérieurs  | Nodoka Harada     |
| Champs extérieurs  | Angela Catford    |
| Champs extérieurs  | Lilly Jacobson    |
| Frappeuse désignée | Tomomi Takashima  |

| Récompense                          | Joueuse                 |
| ----------------------------------- | ----------------------- |
| MVP                                 | Kasumi Noguchi          |
| Meilleure moyenne au bâton          | Tomomi Takashima (.733) |
| Meilleure moyenne de points mérités | Kasumi Noguchi (0.00)   |
| Meilleur ratio V/D                  | Kasumi Noguchi (1.000)  |
| Plus de coups de circuits           | Natsumi Nakano (1)      |
| Plus de points produits             | Malaika Underwood (11)  |
| Plus de bases volées                | Ashley Stephenson (5)   |
| Plus de points marqués              | Tomomi Takashima (10)   |
| Meilleure défenseur                 | Tomomi Nishi            |